# Кубок чемпионов Бразилии по футболу
Кубок чемпионов Бразилии по футболу (порт. Copa dos Campeões) — соревнование по футболу в Бразилии, в котором принимали участие победители пяти региональных бразильских турниров.
Победитель Кубка чемпионов получал прямую путёвку в розыгрыш следующего Кубка Либертадорес. Всего состоялось три розыгрыша Кубка Чемпионов Бразилии — в 2000, 2001 и 2002 годах. Затем турнир прекратил своё существование — путёвка в главный южноамериканский клубный турнир была отдана дополнительному представителю чемпионата Бразилии.

## Представители от регионов
- Чемпион Северо-Востока
- Победитель Кубка Центро-Запада
- Победитель Кубка Севера
- Победитель Кубка Сул-Минас
- Победитель Турнира Рио-Сан-Паулу

## Розыгрыши
| 2000 Подробно | Палмейрас | 2:1                 | Спорт Ресифи | Фламенго  | Сан-Паулу |
| 2001 Подробно | Фламенго  | 5:3 2:3             | Сан-Паулу    | Крузейро  | Коритиба  |
| 2002 Подробно | Пайсанду  | 1:2; 4:3 (пен. 3:0) | Крузейро     | Палмейрас | Фламенго  |